# 中村祐人
中村祐人（Nakamura Yuto，1987年1月23日—），生於日本千葉縣，前日裔香港足球運動員，司職前鋒。

## 球員生涯
中村祐人生於日本千葉縣，在高校時代因在浦和紅鑽青年軍當後備，而決意加入西武台高校足球部，並帶領校隊取得琦玉縣代表資格，首度晉身全國高校足球大賽，及後他與好朋友，兼現時川崎前鋒主力中場田坂祐介一同代表青山學院大學參加關東大學乙組聯賽，並成為賽事神射手。
直到2009年，中村祐人來香港加盟甲組地區球會天水圍飛馬，並在以1–1賽和傑志的聯賽，首度登場，即在開賽僅5分鐘，便取得加盟首個入球，隨後中村祐人於同年2月7日作客和富大埔的聯賽，與新加盟球會的前日本國腳岡野雅行同時正選登場，組成飛馬前鋒組合，被球迷命名為日本孖寶，而最終中村祐人再次為球隊先開記錄，及後岡野雅行亦在賽事末段攻入一球，協助天水圍飛馬以2–2打成平手。中村祐人全季為天水圍飛馬上陣12場取得7個入球。
2009年球季結束後，中村祐人拒絕與天水圍飛馬續約，轉會葡萄牙甲組聯賽球會樸迪莫倫斯，到2010年，天水圍飛馬為準備在2011年首度參與亞協盃，所以他重返球隊藉以加強攻擊力，惟一直未能站穩正選，直到2010年11月被辭退。
2010年11月，中村回國後，雖然每日都會到大學練習，可是他卻認為自己的足球生涯已經完了，到半年後，他的大學講師介紹他到國際知名體育用品公司工作，正當中村祐人渡過上班族生活僅兩日後，獲甲組球會公民聯絡，邀請他加盟，對於他來說這是最後的一個機會，於是他答應來投。
2014年6月，中村加盟港超聯球會南華，到2015年8月外借至港超聯球會黃大仙，隨即獲委以隊長一職，並在12月26日以1–0擊敗夢想駿其的菁英盃分組賽，取得加盟後的首個入球。
2016年7月，中村轉會港超聯球會和富大埔，並在9月9日在以2–1擊敗升班球會港會的聯賽中，取得加盟後的首個入球，更在季尾奪得其職業生涯首個菁英盃冠軍，球季完結後，中村祐人於5月17日舉行的香港足球明星選舉最佳金球公眾投票中，憑著對九巴元朗的一記30碼罰球笠射當選，到2017/18球季，由於大埔隊中核心球員伊達離隊，使球會教練李志堅將中村祐人的位置墮後，擔起伊達的角色，控制球隊進攻節奏。
2018年7月，中村轉會港超聯球會傑志。
2019年9月，因缺乏上陣機會，中村被傑志外借至和富大埔直至球季完結。
2020年6月，中村轉會港超聯球會理文。2023年5月，中村祐人於社交平台宣佈離開理文。
2023年6月，中村𧙗人於社交平台宣佈退役。

## 國際賽生涯
2018年10月13日，他取得香港特別行政區護照後第二天，因徐德帥受傷的關係，中村祐人獲補選隨隊作客印尼的友誼賽。2018年10月16日，在作客1–1賽和印尼的國際友誼賽，中村祐人身穿8號作客球衣首度代表香港在國際A級賽上陣，直到90分鐘被換出。

## 個人及家庭
中村祐人的妻子中村萌加原是一名視光師，於2012年獨自來香港工作假期，在工作的拉麵店與中村祐人結緣，結果他們於2014年暑假回到家鄉舉行婚禮，婚後妻子隨丈夫到香港生活。在2015年，中村祐人於香港成立足球訓練班，指導居港的日本小朋友。
中村祐人在香港生活超過7年，他在2018年10月放棄日本國籍，10月12日，連續居港滿7年並取得香港特別行政區護照。此外，他除懂得母語日語外，亦懂英語和小量葡萄牙語，和積極學習廣東話。他曾經居住在港島大坑。

## 榮譽
公民
- 賀歲盃冠軍（2014）

南華
- 香港社區盃冠軍（2014年）

和富大埔
- 香港菁英盃冠軍（2016–17季度）

傑志
- 香港高級組銀牌冠軍（2018–19季度）
- 香港足總盃冠軍（2018–19季度）

樸迪莫倫斯
- 葡萄牙甲級聯賽亞軍（英语：2009–10 Liga de Honra）（2009–10季度）

個人
- 香港足球明星選舉 最佳金球（2016–17季度）
- 香港足球明星選舉 最佳十一人（2012–13季度）

## 外部連結
- 中村祐人的Instagram帳戶
- 香港足球總會註冊球員資料（页面存档备份，存于）
- www.zerozero.pt網頁球員統計資料